# Рене ван де Керкгоф
Рейнір «Рене» Ламбертус ван де Керкгоф (нід. René van de Kerkhof, МФА: [ˈrɛi̯.nir rəˈneː lɑm.ˈbɛr.tʏs vɐn də ˈkɛrk.ɦɔf], нар. 16 вересня 1951, Гелмонд) — нідерландський футболіст, півзахисник.
Насамперед відомий виступами за клуб ПСВ та національну збірну Нідерландів. Значну частину кар'єри у клубах та збірній провів разом з братом Віллі.
Володар Кубка УЄФА. Включений до переліку «125 найкращих футболістів світу» (відомого як «ФІФА 100»), складеного у 2004 році на прохання ФІФА до сторіччя цієї організації легендарним Пеле.

## Клубна кар'єра
Вихованець футбольної школи клубу «Твенте». Дорослу футбольну кар'єру розпочав 1970 року в основній команді того ж клубу, в якій провів три сезони, взявши участь у 99 матчах чемпіонату.
Своєю грою за цю команду привернув увагу представників тренерського штабу клубу ПСВ, до складу якого приєднався 1973 року. Відіграв за команду з Ейндговена наступні сім сезонів своєї ігрової кар'єри. Більшість часу, проведеного у складі ПСВ, був основним гравцем команди.
У 1980 нетривалий час захищав кольори команди клубу «Лаціо».
Того ж року повернувся до клубу ПСВ. Цього разу провів у складі його команди три сезони. Граючи у складі ПСВ знову здебільшого виходив на поле в основному складі команди.
Згодом з 1983 по 1988 рік грав у складі команд клубів «Аполлон Смірніс», «Сейко» та «Гелмонд Спорт».
Завершив професійну ігрову кар'єру у клубі «Ейндговен», за команду якого виступав протягом 1988—1989 років.

## Виступи за збірну
1973 року дебютував в офіційних матчах у складі національної збірної Нідерландів. Протягом кар'єри у національній команді, яка тривала 10 років, провів у формі головної команди країни 47 матчів, забивши 5 голів.
У складі збірної був учасником чемпіонату світу 1974 року у ФРН, де разом з командою здобув «срібло», чемпіонату Європи 1976 року в Італії, на якому команда здобула бронзові нагороди, чемпіонату світу 1978 року в Аргентині, де разом з командою здобув «срібло», чемпіонату Європи 1980 року в Італії.

## Титули і досягнення
- Чемпіон Нідерландів (3):

ПСВ: 1974–75, 1975–76, 1977–78
- Володар Кубка Нідерландів (2):

ПСВ: 1973–74, 1975–76
- Володар Кубка УЄФА (1):

ПСВ: 1977-78
- Віце-чемпіон світу: 1974, 1978
- ФІФА 100 (125 найкращих гравців світу за версією Пеле)